# Prima Divisione FIDAF 2021
La Prima Divisione FIDAF 2021 è stata la 5ª edizione del campionato di football americano di Prima Divisione, organizzato dalla FIDAF, precedentemente gestito dalla lega IFL.
La data d'inizio è stata decisa in una riunione dei presidenti delle squadre tenuta il 3 novembre 2020.
I Giaguari Torino, inizialmente previsti partecipanti a questo campionato, hanno invece optato per la partecipazione al campionato di Seconda Divisione, mentre i Giants Bolzano parteciperanno al CIF9.
Il 27 maggio è stata annunciata la sede dell'Italian Bowl, che sarà lo Stadio Leonardo Garilli di Piacenza.
A causa della pandemia di COVID-19 del 2019-2021 tutti gli incontri sono stati disputati a porte chiuse fino alla fine del mese di maggio.

## Formula
Con i 7 team partecipanti la formula del campionato rimane a girone unico ed è introdotta una fase a orologio.

## Squadre partecipanti
| Club             | Città   | Stadio                                             | Sponsor ufficiale | Risultato nella stagione 2019 |
| ---------------- | ------- | -------------------------------------------------- | ----------------- | ----------------------------- |
| Dolphins Ancona  | Ancona  | C.S. Nelson Mandela                                | GLS               | 7º posto in regular season    |
| Ducks Lazio      | Roma    | C.S. Arnaldo Fuso (Ciampino)                       | Cottorella        | Semifinalisti                 |
| Guelfi Firenze   | Firenze | Guelfi Sport Center                                | Estra             | Finalisti                     |
| Panthers Parma   | Parma   | Stadio Sergio Lanfranchi                           |                   | Wild Card                     |
| Rhinos Milano    | Milano  | Velodromo Maspes-Vigorelli                         |                   | Vincitori XXVI Silver Bowl    |
| Seamen Milano    | Milano  | Velodromo Maspes-Vigorelli                         | Cisalfa           | Vincitori XXXIX Italian Bowl  |
| Warriors Bologna | Bologna | Alfheim Field – Centro sportivo "Giorgio Bernardi" | Carpanelli        | 8º posto in regular season    |

## Stagione regolare

### Calendario

#### 1ª giornata
| Arbitri: | Sala M. Breglia Tomaz G. Sanfelice A. Tognoni D. Gilardi A. Pagani |

| |           | |
| C. Nicola 9':48" Q1 (TD) 50yd interception return di Tunisi Q1 (pat) Bouah 6':04" Q2 (TD) 12yd pass from Zahradka di Tunisi Q2 (pat) di Tunisi 0':40" Q2 (TD) 72yd pass from Zahradka | Marcatori | Diaco 8':56" Q2 (TD) 2yd run Felli Q2 (pat) Alinovi 0':27" Q2 (TD) 29yd pass from Hennessey Felli Q2 (pat) Felli 7':00" Q3 (FG) 28yd Diaco 0':28" Q4 (TD) 6yd run Felli Q4 (pat) |

| Arbitri: | F. Garlaschi A. Maghini L. Mancino S. Bernini A. Sartini R. Rettani R. Buran |

| |           |                                                    |
| C. Gerges 7':31" Q2 (TD) 3yd run G. Sarra Q1 (pat) Sharsh 0':36" Q2 (TD) 9yd pass from Rescigno G. Sarra Q2 (pat) S. Boni 11':46" Q3 (TD) 97yd kickoff return G. Sarra Q3 (pat) Rescigno 4':31" Q3 (TD) 5yd run G. Sarra Q3 (pat) | Marcatori | G. Sassoli 7':14" Q1 (TD) 15yd pass from N. Rooney |

| Ciampino 11 aprile 2021, ore 16:30 | Ducks Lazio | 0 – 35 (0-0 0-14 0-14 0-7) referto | Dolphins Ancona | C.S. Arnaldo Fuso (0 spett.) |
| Marcatori Di Galbo 4':00" Q2 ( TD ) 27yd run C. Brancaccio Q2 ( pat ) Z. Quattrone 1':31" Q2 ( TD ) 4yd run C. Brancaccio Q2 ( pat ) T. Flamini 7':36" Q3 ( TD ) 20yd pass from Di Galbo C. Brancaccio Q3 ( pat ) A. Nocera 2':18" Q3 ( TD ) 13yd pass from Di Galbo C. Brancaccio Q3 ( pat ) E. Gianfelici 8':40" Q4 ( TD ) 8yd pass from Di Galbo C. Brancaccio Q4 ( pat ) |             | |                 |                              |
| |             | |                 |                              |
| | Marcatori   | Di Galbo 4':00" Q2 (TD) 27yd run C. Brancaccio Q2 (pat) Z. Quattrone 1':31" Q2 (TD) 4yd run C. Brancaccio Q2 (pat) T. Flamini 7':36" Q3 (TD) 20yd pass from Di Galbo C. Brancaccio Q3 (pat) A. Nocera 2':18" Q3 (TD) 13yd pass from Di Galbo C. Brancaccio Q3 (pat) E. Gianfelici 8':40" Q4 (TD) 8yd pass from Di Galbo C. Brancaccio Q4 (pat) |                 |                              |

#### 2ª giornata
| Arbitri: | Zampedri R. Passalacqua I. Conti F. Garlaschi N. Pizzorno A. Sartini A. Conti |

|                                                     |           | |
| Fimiani 4':59" Q4 (TD) 22yd run A. Barbaro Q4 (pat) | Marcatori | di Tunisi 4':12" Q1 (FG) 24yd di Tunisi 0':18" Q1 (FG) 41yd Bouah 5':04" Q2 (TD) 3yd pass from Zahradka di Tunisi Q2 (pat) J. Elder 7':45" Q3 (TD) 1yd run di Tunisi Q3 (pat) Bouah 6':00" Q3 (TD) 45yd pass from Zahradka di Tunisi Q3 (pat) I. Lamamra 5':58" Q4 (TD) 22yd pass from Zahradka |

| Arbitri: | Sala R. Simanella Tomaz D. Vitale G. Virone R. Rettani V. Vitelli |

| |           | |
| D. Raia 8':40" Q1 (FG) 17yd Parlangeli 1':38" Q1 (TD) 15yd pass from N. Rooney D. Raia Q1 (pat) Parlangeli 8':34" Q2 (TD) 11yd pass from N. Rooney D. Raia Q2 (pat) M. Zanetti 4':00" Q2 (FG) 23yd M. Zanetti 7':00" Q3 (TD) 7yd pass from N. Rooney M. Zanetti Q3 (tpc) pass from N. Rooney M. Berezan 2':29" Q3 (TD) 7yd run D. Raia Q3 (pat) M. Berezan 9':24" Q4 (TD) 7yd run D. Raia Q4 (pat) | Marcatori | Hazel 5':40" Q1 (TD) 57yd pass from Casey G. Bianco Q1 (pat) Hazel 4':00" Q2 (TD) 61yd pass from Hazel G. Bianco Q2 (pat) Hazel 9':26" Q3 (TD) 15yd pass from Casey G. Bianco Q3 (pat) Casey 6':36" Q4 (TD) 1yd run |

| Arbitri: | Sala Camossa Tomaz I. Conti R. Passalacqua A. Tognoni L. Mancino |

| |           | |
| Diaco 10':00" Q1 (TD) 2yd run Felli Q1 (pat) Hennessey 3':51" Q1 (TD) 27yd run Felli Q1 (pat) Alinovi 5':29" Q2 (TD) 47yd pass from Hennessey Felli Q2 (pat) Diaco 7':07" Q3 (TD) 13yd pass from Hennessey Felli Q3 (pat) Diaco 0':07" Q3 (TD) 3yd run Felli Q3 (pat) Alinovi 10':16" Q4 (TD) 41yd pass from Hennessey Felli Q4 (pat) | Marcatori | Sharsh 5':32" Q1 (TD) 14yd pass from Rescigno A. Kilani 0':37" Q1 (TD) 1yd run Sharsh 1':51" Q2 (TD) 36yd pass from Rescigno Sharsh 11':45" Q4 (TD) 76yd pass from Rescigno L. Dotti 3':10" Q4 (TD) 20yd pass from Rescigno C. Gerges Q4 (tpc) rush |

#### 3ª giornata
| Arbitri: | S. d'Amato U. di Bari Tomaz E. Moselli N. Pizzorno A. Conti E. di Battista |

| |           | |
| F. Limitone 8':59" Q1 (TD) 24yd pass from Di Galbo C. Brancaccio Q1 (pat) R. Rotelli 9':40" Q3 (TD) 36yd pass from Di Galbo C. Brancaccio Q3 (pat) Di Galbo 3':59" Q3 (TD) 3yd run C. Brancaccio Q3 (pat) Di Galbo 10':40" Q4 (TD) 31yd run R. Rotelli Q4 (tpc) rush | Marcatori | Sharsh 11':04" Q1 (TD) 28yd pass from Rescigno G. Sarra Q1 (pat) S. Boni 5':49" Q1 (TD) 28yd pass from Rescigno S. Boni 4':14" Q1 (TD) 13yd pass from Rescigno S. Boni 9':17" Q2 (TD) 5yd pass from Rescigno G. Sarra Q2 (pat) |

| Arbitri: | F. Garlaschi R. Simanella I. Conti A. Anania D. Gilardi A. Avagnina D. Vitale |

| |           | |
| M. Zanetti 8':56" Q1 (TD) 67yd pass from N. Rooney Parlangeli 4':46" Q2 (TD) 15yd pass from N. Rooney N. Rooney Q2 (tpc) rush M. Zanetti 7':00" Q3 (FG) 37yd | Marcatori | J. Flores Calde 6':51" Q1 (TD) 13yd pass from Zahradka di Tunisi Q1 (pat) A. Fiammenghi 5':20" Q1 (TD) 54yd pass from Zahradka di Tunisi Q1 (pat) J. Flores Calde 11':22" Q2 (TD) 52yd pass from Zahradka di Tunisi Q2 (pat) di Tunisi 7':58" Q2 (FG) 44yd Bouah 1':10" Q2 (TD) 12yd pass from Zahradka di Tunisi Q2 (pat) A. Fiammenghi 11':40" Q3 (TD) 90yd kickoff return di Tunisi Q3 (pat) di Tunisi 3':40" Q3 (FG) 25yd |

| Arbitri: | Sala R. Passalacqua Tomaz G. Sanfelice D. Gilardi A. Avagnina A. Tognoni |

| |           | |
| Felli 6':40" Q1 (FG) 26yd run Alinovi 0':00" Q1 (TD) 6yd pass from Hennessey Felli Q1 (pat) Finadri 7':46" Q2 (TD) 31yd pass from Hennessey Felli Q2 (pat) Felli 1':06" Q2 (FG) 41yd Malpeli Avalli 4':06" Q4 (TD) 19yd run Felli Q4 (pat) Alinovi 1':20" Q4 (TD) 3yd pass from Hennessey Felli Q4 (pat) Alinovi 12':00" OT1 (TD) 6yd pass from Hennessey Felli OT1 (pat) | Marcatori | C. Casati 3':55" Q1 (TD) 13yd run A. Barbaro Q1 (pat) Carboni 9':01" Q1 (TD) 5yd pass from Fimiani F. Redfield 6':17" Q3 (TD) 9yd pass from Fimiani C. Casati 3':40" Q4 (TD) 98yd kickoff return G. Johnson Q4 (tpc) rush G. Johnson 3':21" Q4 (TD) 23yd run A. Barbaro Q4 (pat) |

#### 4ª giornata
| Arbitri: | S. d'Amato A. Maghini I. Conti G. Virone N. Pizzorno L. Mancino A. Conti |

| |           |                                                                                        |
| R. Raffini 0':52" Q1 (TD) 52yd pass from Fimiani F. Camorani Q1 (pat) G. Johnson 9':54" Q2 (TD) 85yd run F. Camorani Q2 (pat) Fimiani 3':45" Q2 (TD) 13yd run R. Raffini 11':13" Q3 (TD) 54yd pass from Fimiani F. Camorani Q3 (pat) Fimiani 5':11" Q3 (TD) 5yd run G. Johnson 1':37" Q4 (TD) 25yd pass from Fimiani Q4 (tpc) rush | Marcatori | M. Zanetti 10':30" Q2 (TD) 22yd pass from N. Rooney M. Berezan 10':32" Q4 (TD) 1yd run |

| Arbitri: | Sala M. Breglia Tomaz V. Pierotti D. Ghilardi A. Sartini R. Rettani |

| |           |  |
| Bouah 10':03" Q1 (TD) 47yd pass from Zahradka Tavecchio Q1 (pat) E. Mensah 9':53" Q1 (TD) 0yd fumble recovery Tavecchio Q1 (pat) Tavecchio 9':52" Q2 (FG) 27yd I. Lamamra 8':05" Q3 (TD) 23yd pass from Zahradka Tavecchio Q3 (pat) Bouah 5':31" Q3 (TD) 3yd pass from Zahradka Tavecchio Q3 (pat) | Marcatori |  |

| Arbitri: | Colombo F. Garlaschi L. Mancino S. Bernini A. Tognoni V. Vittelli R. Rettani |

| |           | |
| Sharsh 5':12" Q1 (TD) 42yd pass from Rescigno G. Sarra Q1 (pat) S. Boni 0':19" Q1 (TD) 51yd pass from Rescigno G. Sarra Q1 (pat) L. Dotti 6':56" Q2 (TD) 5yd pass from Rescigno S. Boni 9':26" Q3 (TD) 48yd pass from Rescigno A. Kilani 1':40" Q3 (TD) 2yd run A. Kilani Q3 (tpc) pass from Rescigno S. Boni 9':18" Q4 (TD) 45yd pass from Rescigno Sharsh Q4 (tpc) pass from Rescigno Sharsh 7':00" Q4 (TD) 23yd pass from Rescigno A. Kilani 4':20" Q4 (TD) 7yd run A. Kilani Q4 (tpc) pass from Rescigno Sharsh 0':21" Q4 (TD) 25yd pass from Rescigno | Marcatori | Casey 6':47" Q1 (TD) 24yd run G. Bianco Q1 (pat) E. Iudicone 7':51" Q2 (TD) 21yd pass from Casey 3':01" Q2 (TD) 3yd run Hazel Q2 (tpc) pass from Casey M. Arca 5':12" Q3 (TD) 1yd run G. Bianco Q3 (pat) A. Rinaldi 2':56" Q3 (TD) 23yd pass from Casey G. Bianco Q3 (pat) Hazel 10':43" Q4 (TD) 11yd pass from Casey T. Pozzebon Q4 (tpc) pass from Casey T. Pozzebon 8':24" Q4 (TD) 64yd pass from Casey 1':42" Q4 (TD) 4yd run G. Bianco Q4 (pat) T. Alivernini 0':47" Q4 (TD) 4yd run G. Bianco Q4 (pat) |

#### 5ª giornata
| Arbitri: | Zampedri R. Passalacqua I. Conti G. Virone N. Pizzorno V. Vitelli R. Rettani |

| |           | |
| G. Johnson 1':20" Q1 (TD) 42yd run G. Johnson 6':06" Q2 (TD) 64yd run A. Barbaro Q2 (pat) A. Costanzi 5':09" Q2 (TD) 20yd pass from Fimiani G. Johnson 9':42" Q3 (TD) 29yd run Fimiani Q3 (tpc) rush G. Johnson 4':12" Q3 (TD) 32yd run G. Johnson 7':47" Q4 (TD) 50yd run | Marcatori | A. Rinaldi 9':30" Q2 (TD) 3yd pass from Casey Hazel 2':42" Q2 (TD) 39yd pass from Casey E. Iudicone 0':07" Q2 (TD) 18yd pass from Casey M. Arca 10':20" Q4 (TD) 4yd pass from Casey Hazel 9':02" Q4 (TD) 68yd pass from Casey E. Iudicone 3':37" Q4 (TD) 2yd pass from Casey Hazel 0':39" Q4 (TD) 44yd pass from Casey G. Bianco Q4 (pat) |

| Arbitri: | Camossa Sala L. Mancino A. Avagnina A. Pagani A. Tognoni M. Cassiani |

| |           | |
| di Tunisi 7':32" Q1 (TD) 16yd pass from Zahradka di Tunisi Q1 (pat) Bouah 1':38" Q1 (TD) 16yd pass from Zahradka di Tunisi Q1 (pat) di Tunisi 0':18" Q1 (FG) 26yd Bouah 8':54" Q2 (TD) 9yd run di Tunisi Q2 (pat) J. Flores Calde 4':46" Q2 (TD) 70yd pass from Zahradka A. Fiammenghi 0':52" Q2 (TD) 90yd kickoff return Team 11':44" Q3 (saf) Rescigno 17yd rush for loss to 0yd Santagostino 9':34" Q3 (TD) 8yd pass from Zahradka di Tunisi Q3 (pat) J. Flores Calde 4':21" Q3 (TD) 31yd pass from Zahradka di Tunisi Q3 (pat) di Tunisi 6':42" Q4 (FG) 36yd | Marcatori | Sharsh 11':09" Q2 (TD) 27yd pass from Rescigno Sharsh 7':25" Q2 (TD) 35yd pass from Rescigno Sharsh Q2 (tpc) pass from Rescigno Ru. Guillet 1':08" Q2 (TD) 4yd pass from Rescigno Sharsh Q2 (tpc) pass from Rescigno Sharsh 7':08" Q3 (TD) 9yd pass from Rescigno S. Boni Q3 (tpc) pass from Rescigno |

| Arbitri: | Sala M. Breglia Zampedri V. Pierotti A. Pagani A. Sartina L. Mancino |

| |           | |
| Alinovi 10':01" Q1 (TD) 10yd pass from Hennessey Felli Q1 (pat) M. Pooda 8':28" Q1 (TD) 15yd run Felli Q1 (pat) Malpeli Avalli 2':34" Q1 (TD) 6yd run Felli Q1 (pat) Felli 7':17" Q2 (FG) 32yd Hennessey 5':21" Q3 (TD) 4yd run Felli Q3 (pat) D. Bilcari 11':43" Q4 (saf) C. Brancaccio rush for loss of 1yd to the 0yd | Marcatori | C. Brancaccio 11':07" Q2 (TD) 4yd run C. Brancaccio Q2 (pat) H. Dyrendahl 6':35" Q4 (TD) 9yd pass from Di Galbo R. Rotelli Q4 (pat) |

#### 6ª giornata
| Arbitri: | Sala G. Curatolo E. Moselli Tomaz A. Tognoni N. Pizzorno F. Antonelli |

|                                                  |           | |
| A. Nocera 8':54" Q4 (TD) 13yd pass from Di Galbo | Marcatori | M. Zanetti 11':43" Q2 (TD) 9yd pass from N. Rooney D. Raia Q2 (pat) M. Zanetti 5':09" Q2 (TD) 4yd pass from N. Rooney D. Raia Q2 (pat) |

| Ciampino 16 maggio 2021, ore 13:00 | Ducks Lazio | 26 – 40 (0-21 7-6 13-0 6-13) referto | Panthers Parma | C.S. Arnaldo Fuso (0 spett.) |
| Hazel 6':52" Q2 ( TD ) 47yd pass from Casey G. Bianco Q2 ( pat ) Hazel 7':56" Q3 ( TD ) 2yd pass from Casey G. Bianco Q3 ( pat ) T. Pozzebon 2':39" Q3 ( TD ) 14yd pass from Casey A. Rinaldi 5':54" Q4 ( TD ) 67yd pass from Casey Marcatori Malpeli Avalli 10':51" Q1 ( TD ) 27yd run Felli Q1 ( pat ) Diaco 6':17" Q1 ( TD ) 1yd run Felli Q1 ( pat ) Alinovi 2':22" Q1 ( TD ) 89yd pass from Hennessey Felli Q1 ( pat ) Felli 11':44" Q2 ( FG ) 32yd Felli 7':57" Q2 ( FG ) 25yd Malpeli Avalli 6':45" Q4 ( TD ) 5yd run Alinovi 5':01" Q4 ( TD ) 52yd pass from Hennessey Felli Q4 ( pat ) |             | |                |                              |
| |             | |                |                              |
| Hazel 6':52" Q2 (TD) 47yd pass from Casey G. Bianco Q2 (pat) Hazel 7':56" Q3 (TD) 2yd pass from Casey G. Bianco Q3 (pat) T. Pozzebon 2':39" Q3 (TD) 14yd pass from Casey A. Rinaldi 5':54" Q4 (TD) 67yd pass from Casey | Marcatori   | Malpeli Avalli 10':51" Q1 (TD) 27yd run Felli Q1 (pat) Diaco 6':17" Q1 (TD) 1yd run Felli Q1 (pat) Alinovi 2':22" Q1 (TD) 89yd pass from Hennessey Felli Q1 (pat) Felli 11':44" Q2 (FG) 32yd Felli 7':57" Q2 (FG) 25yd Malpeli Avalli 6':45" Q4 (TD) 5yd run Alinovi 5':01" Q4 (TD) 52yd pass from Hennessey Felli Q4 (pat) |                |                              |

| Arbitri: | Colombo Camossa Zampedri L. Mancino A. Pagani W. Perona A. Avagnina |

| |           | |
| Sharsh 8':27" Q1 (TD) 29yd pass from Rescigno G. Sarra Q1 (pat) N. De Vecchi 0':00" Q1 (TD) 44yd pass from Rescigno G. Sarra Q1 (pat) Sharsh 4':30" Q4 (TD) 28yd pass from Ines G. Sarra Q4 (pat) | Marcatori | G. Johnson 9':23" Q1 (TD) 8yd run F. Camorani Q1 (pat) F. Redfield 4':42" Q1 (TD) 14yd pass from Fimiani G. Johnson 10':08" Q2 (TD) 62yd pass from Fimiani F. Redfield 8':33" Q2 (TD) 75yd pass from Fimiani Carboni Q2 (tpc) pass from Fimiani G. Johnson 4':48" Q2 (TD) 14yd run F. Redfield 0':51" Q2 (TD) 58yd pass from Fimiani G. Johnson Q2 (tpc) pass from Fimiani F. Redfield 11':39" Q3 (TD) 57yd pass from Fimiani F. Camorani Q3 (pat) G. Johnson 10':02" Q3 (TD) 43yd pass from Fimiani F. Camorani Q3 (pat) F. Redfield 0':03" Q3 (TD) 20yd pass from Fimiani F. Camorani Q3 (pat) A. Barbaro 0':00" Q4 (TD) 52yd pass from G. Johnson F. Camorani Q4 (pat) |

#### 7ª giornata
| Arbitri: | S. d'Amato R. Buran I. Conti L. Mancino N. Pizzorno A. Conti R. Rettani |

| |           | |
| E. Gianfelici 5':46" Q1 (TD) 32yd pass from Di Galbo R. Rotelli Q1 (pat) E. Gianfelici 0':51" Q1 (TD) 18yd pass from Di Galbo R. Rotelli Q1 (pat) Di Galbo 7':17" Q2 (TD) 1yd run R. Rotelli Q2 (pat) A. Nocera 9':32" Q3 (TD) 8yd pass from Di Galbo R. Rotelli Q3 (pat) E. Gianfelici 5':30" Q3 (TD) 19yd pass from Di Galbo R. Rotelli Q3 (pat) | Marcatori | A. Costanzi 10':52" Q1 (TD) 16yd pass from Fimiani F. Camorani Q1 (pat) A. Costanzi 5':45" Q2 (TD) 16yd pass from Fimiani F. Camorani Q2 (pat) R. Raffini 1':55" Q2 (TD) 15yd pass from Fimiani F. Camorani Q2 (pat) G. Johnson 8':29" Q4 (TD) 2yd run F. Camorani Q4 (pat) A. Costanzi 1':31" Q4 (TD) 17yd pass from Fimiani |

| Arbitri: | A. Maghini F. Monti G. Virone G. Sanfelice A. Tognooni E. Bovi A. Sartini |

|                                                                                      |           | |
| A. Delussu 7':17" Q1 (TD) 20yd run M. Zanetti 1':42" Q2 (TD) 3yd pass from N. Rooney | Marcatori | Diaco 4':20" Q1 (TD) 7yd run Felli Q1 (pat) Diaco 3':37" Q1 (TD) 5yd pass from Hennessey Felli Q1 (pat) } Diaco 7':31" Q2 (TD) 9yd pass from Hennessey Felli Q2 (pat) Alinovi 4':30" Q2 (TD) 32yd pass from Hennessey Felli Q2 (pat) Alinovi 10':14" Q3 (TD) 8yd pass from Hennessey Felli Q3 (pat) Felli 0':00" Q3 (FG) 20yd R. Bonvicini 6':00" Q4 (TD) 39yd pass from Monardi Felli Q4 (pat) |

| Ciampino 23 maggio 2021, ore 13:30 | Ducks Lazio | 21 – 35 (14-7 0-14 0-14 7-0) referto | Seamen Milano | C.S. Arnaldo Fuso (0 spett.) |
| A. Rinaldi 6':48" Q1 ( TD ) 50yd pass from Casey G. Bianco Q1 ( pat ) E. Iudicone 0':20" Q1 ( TD ) 23yd pass from Casey G. Bianco Q1 ( pat ) M. Arca 2':34" Q4 ( TD ) 11yd run G. Bianco Q4 ( pat ) Marcatori di Tunisi 10':53" Q1 ( TD ) 19yd pass from Zahradka di Tunisi Q1 ( pat ) L. Franchi 5':57" Q2 ( TD ) 16yd pass from Zahradka Bouah 0':50" Q2 ( TD ) 41yd pass from Zahradka L. Franchi Q2 ( tpc ) pass from Zahradka J. Flores Calde 9':27" Q3 ( TD ) 11yd pass from Zahradka di Tunisi Q3 ( pat ) L. Franchi 1':27" Q3 ( TD ) 1yd pass from Zahradka di Tunisi Q3 ( pat ) |             | |               |                              |
| |             | |               |                              |
| A. Rinaldi 6':48" Q1 (TD) 50yd pass from Casey G. Bianco Q1 (pat) E. Iudicone 0':20" Q1 (TD) 23yd pass from Casey G. Bianco Q1 (pat) M. Arca 2':34" Q4 (TD) 11yd run G. Bianco Q4 (pat) | Marcatori   | di Tunisi 10':53" Q1 (TD) 19yd pass from Zahradka di Tunisi Q1 (pat) L. Franchi 5':57" Q2 (TD) 16yd pass from Zahradka Bouah 0':50" Q2 (TD) 41yd pass from Zahradka L. Franchi Q2 (tpc) pass from Zahradka J. Flores Calde 9':27" Q3 (TD) 11yd pass from Zahradka di Tunisi Q3 (pat) L. Franchi 1':27" Q3 (TD) 1yd pass from Zahradka di Tunisi Q3 (pat) |               |                              |

#### 8ª giornata (fase a orologio)
| Arbitri: | R. Passalcqua Camossa I. Conti G. Virone A. Tognoni A. Sartini Zampedri |

| |           | |
| A. Costanzi 7':12" Q1 (TD) 33yd pass from Fimiani M. Dazzani Q1 (pat) G. Johnson 4':18" Q1 (TD) 6yd run M. Dazzani Q1 (pat) R. Raffini 0':47" Q1 (TD) 5yd pass from Fimiani M. Dazzani Q1 (pat) G. Johnson 2':04" Q2 (TD) 11yd pass from Fimiani M. Dazzani Q2 (pat) G. Johnson 7':10" Q4 (TD) 80yd run M. Dazzani Q4 (pat) | Marcatori | M. Berezan 6':52" Q2 (TD) 2yd run M. Zanetti Q2 (pat) Parlangeli 2':22" Q3 (TD) 29yd pass from N. Rooney M. Zanetti Q3 (pat) |

#### 9ª giornata (fase a orologio)
| Arbitri: | F. Garlaschi U. di Bari F. Antonelli G. Virone A. Tognoni R. Rettani N. Pizzorno |

| |           | |
| S. Chiappini 1':55" Q1 (saf) sack for loss to the 0yd R. Rotelli 7':58" Q2 (TD) 20yd pass from Di Galbo E. Gianfelici Q2 (tpc) pass from Di Galbo Z. Quattrone 10':45" Q3 (TD) 71yd pass from Di Galbo R. Rotelli Q3 (pat) R. Rotelli 0':46" Q3 (FG) 12yd | Marcatori | F. Redfield 9':12" Q1 (TD) 3yd pass from Fimiani M. Dazzani Q1 (pat) Carboni 10':07" Q2 (TD) 7yd pass from G. Johnson M. Dazzani Q2 (pat) G. Johnson 1':27" Q2 (TD) 2yd run G. Johnson 7':20" Q4 (TD) 35yd run M. Dazzani Q4 (pat) |

| Arbitri: | Camossa Sala Tomaz S. Bernini Zampedri V. Vitelli W. Perona |

| |           | |
| Alinovi 0':58" Q1 (TD) 16yd pass from Hennessey Felli Q1 (pat) Diaco 5':29" Q2 (TD) 2yd run Felli Q2 (pat) Felli 0':00" Q2 (FG) 27yd Diaco 2':28" Q3 (TD) 2yd run Alinovi 0':28" Q4 (TD) 14yd pass from Hennessey Felli Q4 (pat) | Marcatori | I. Lamamra 5':09" Q1 (TD) 6yd pass from Zahradka di Tunisi Q1 (pat) J. Johnson 9':12" Q2 (TD) 13yd run di Tunisi Q2 (pat) Zahradka 8':23" Q3 (TD) 2yd run di Tunisi Q3 (pat) Zahradka 3':36" Q4 (TD) 1yd run |

| Ciampino 13 giugno 2021, ore 14:00 | Ducks Lazio | 34 – 12 (13-6 0-0 14-0 7-6) referto                                                       | Rhinos Milano | C.S. Arnaldo Fuso (50 spett.) |
| Casey 6':10" Q1 ( TD ) 33yd run T. Alivernini 1':29" Q1 ( TD ) 11yd run G. Bianco Q1 ( pat ) Hazel 11':11" Q3 ( TD ) 14yd pass from Casey G. Bianco Q3 ( pat ) Casey 1':55" Q3 ( TD ) 11yd run G. Bianco Q3 ( pat ) T. Alivernini 9':36" Q4 ( TD ) 17yd run G. Bianco Q4 ( pat ) Marcatori Elmi 8':12" Q1 ( TD ) 4yd pass from Rescigno S. Boni 7':01" Q4 ( TD ) 10yd pass from Rescigno |             |                                                                                           |               |                               |
| |             |                                                                                           |               |                               |
| Casey 6':10" Q1 (TD) 33yd run T. Alivernini 1':29" Q1 (TD) 11yd run G. Bianco Q1 (pat) Hazel 11':11" Q3 (TD) 14yd pass from Casey G. Bianco Q3 (pat) Casey 1':55" Q3 (TD) 11yd run G. Bianco Q3 (pat) T. Alivernini 9':36" Q4 (TD) 17yd run G. Bianco Q4 (pat) | Marcatori   | Elmi 8':12" Q1 (TD) 4yd pass from Rescigno S. Boni 7':01" Q4 (TD) 10yd pass from Rescigno |               |                               |

#### 10ª giornata (fase a orologio)
| Arbitri: | Sala F. Tognoni Tomaz A. Sartini A. Tognoni Camossa E. Calzolari |

|                                                      |           | |
| N. Rooney 6':47" Q1 (TD) 8yd run M. Zanetti Q1 (pat) | Marcatori | M. Arca 3':31" Q2 (TD) 22yd run G. Bianco Q2 (pat) A. Rinaldi 8':40" Q3 (TD) 40yd pass from Casey V. Migliozzi Q3 (pat) T. Pozzebon 5':45" Q4 (TD) 7yd pass from Casey Team 3':32" Q4 (saf) M. Berezan rush for loss of 4yd to the 0 |

| Arbitri: | Colombo M. Breglia V. Pierotti L. Mancino A. Bernardi D. Girardi E. Palladino |

| |           |  |
| di Tunisi 10':10" Q1 (TD) 25yd pass from Zahradka di Tunisi Q1 (pat) J. Flores Calde 4':10" Q1 (TD) 6yd pass from Zahradka di Tunisi Q1 (pat) Petrone 10':20" Q2 (TD) 3yd run di Tunisi Q2 (pat) Bouah 10':04" Q2 (TD) 22yd pass from Zahradka di Tunisi Q2 (pat) I. Lamamra 0':18" Q2 (TD) 20yd pass from Zahradka di Tunisi Q2 (pat) Petrone 2':34" Q3 (TD) 3yd run di Tunisi Q3 (pat) | Marcatori |  |

| Arbitri: | A. Maghini R. Buran S. Bernini A. Avagnina Zampedri V. Vitelli G. Greco |

| |           | |
| N. de Vecchi 6':59" Q1 (TD) 10yd pass from Rescigno G. Goria 6':42" Q4 (TD) 10yd pass from Ines G. Sarra Q4 (pat) L. Cambrisi 1':20" Q4 (TD) 7yd run | Marcatori | Malpeli Avalli 11':17" Q1 (TD) 42yd run Felli Q1 (pat) Malpeli Avalli 5':14" Q1 (TD) 42yd run Felli Q1 (pat) M. Pooda 4':48" Q2 (TD) 7yd run Felli Q2 (pat) Felli 1':54" Q2 (FG) 33yd S. Ampomah 9':21" Q3 (TD) 1yd pass from Monardi Felli Q3 (pat) |

### Classifica
La classifica della regular season è la seguente:
- PCT = percentuale di vittorie, G = partite giocate, V = partite vinte, P = partite perse, PF = punti fatti, PS = punti subiti
- La qualificazione ai playoff è indicata in verde
- La retrocessa in Seconda Divisione è indicata in giallo

| Pos. | Squadra          | PCT   | G | V | P | PF  | PS  |
| ---- | ---------------- | ----- | - | - | - | --- | --- |
| 1    | Panthers Parma   | 1.000 | 8 | 8 | 0 | 286 | 184 |
| 2    | Seamen Milano    | .750  | 8 | 6 | 2 | 284 | 129 |
| 3    | Ducks Lazio      | .500  | 8 | 4 | 4 | 236 | 272 |
| 4    | Guelfi Firenze   | .500  | 8 | 4 | 4 | 286 | 219 |
| 5    | Dolphins Ancona  | .375  | 8 | 3 | 5 | 139 | 207 |
| 6    | Warriors Bologna | .250  | 8 | 2 | 6 | 124 | 245 |
| 7    | Rhinos Milano    | .125  | 8 | 1 | 7 | 230 | 329 |

## Playoff

### Tabellone
|  | Semifinali | Semifinali     | Semifinali |               |    | XL Italian Bowl | XL Italian Bowl | XL Italian Bowl |  |
|  |            |                |            |               |    |                 |                 |                 |  |
|  | 1          | Panthers Parma | 55         |               |    |                 |                 |                 |  |
|  | 1          | Panthers Parma | 55         |               |    |                 |                 |                 |  |
|  | 4          | Guelfi Firenze | 20         |               |    |                 |                 |                 |  |
|  | 4          | Guelfi Firenze | 20         |               | 1  | Panthers Parma  | 40              |                 |  |
|  |            |                |            |               | 1  | Panthers Parma  | 40              |                 |  |
|  |            |                | 2          | Seamen Milano | 34 |                 |                 |                 |  |
|  | 2          | Seamen Milano  | 2          | Seamen Milano | 34 | 8               |                 |                 |  |
|  | 2          | Seamen Milano  |            |               |    |                 |                 |                 |  |
|  | 3          | Ducks Lazio    | 0 d.g.s.   |               |    |                 |                 |                 |  |

### Semifinali
| Arbitri: | Zampedri R. Passalacqua Tomaz L. Mancino A. Sartini A. Pagani D. Gilardi |

| |           | |
| Ma. Leone 9':33" Q1 (TD) 0yd fumble recovery Felli Q1 (pat) A. Brown 7':53" Q1 (TD) 20yd interception return] Felli Q1 (pat) Malpeli Avalli 0':37" Q1 (TD) 10yd run Felli Q1 (pat) Alinovi 6':48" Q2 (TD) 26yd pass from Hennessey Felli Q2 (pat) Alinovi 0':12" Q2 (TD) 4yd pass from Hennessey Felli Q2 (pat) M. Pooda 5':14" Q3 (TD) 35yd run Felli Q3 (pat) Felli 0':27" Q3 (FG) 50yd Malpeli Avalli 4':04" Q4 (TD) 22yd run Felli Q4 (pat) Felli 0':25" Q4 (FG) 29yd | Marcatori | F. Redfield 5':09" Q1 (TD) 25yd pass from Fimiani F. Redfield 9':47" Q2 (TD) 14yd pass from Fimiani G. Johnson 8':13" Q4 (TD) 10yd run Fimiani Q4 (tpc) rush |

| Sesto San Giovanni 13 luglio 2021, ore 21:00 | Seamen Milano | 8 – 0 (a tavolino) | Ducks Lazio | Stadio Ernesto Breda |

### XL Italian Bowl
| Arbitri: | S. d'Amato Sala G. Sanfelice G. Virone Colombo A. Tognoni N. Pizzorno |

| |           | |
| Hennessey 8':23" Q1 (TD) 9yd run Felli Q1 (pat) Diaco 1':04" Q1 (TD) 3yd run Felli Q1 (pat) Finadri 1':50" Q2 (TD) 9yd pass from Hennessey Felli Q2 (pat) } Diaco 0':00" Q3 (TD) 1yd run Felli Q3 (pat) Finadri 7':51" Q4 (TD) 44yd pass from Hennessey Alinovi 12':00" OT1 (TD) 14yd pass from Hennessey | Marcatori | Bouah 1':00" Q2 (TD) 38yd pass from Zahradka Bouah 5':52" Q3 (TD) 52yd pass from Zahradka Bouah 12':00" Q4 (TD) 99yd kickoff return di Tunisi 4':29" Q4 (TD) 2yd pass from Zahradka J. Elder Q4 (tpc) rush di Tunisi 1':09" Q4 (TD) 18yd pass from Zahradka J. Elder Q4 (tpc) rush |

## XL Italian Bowl
La partita finale, chiamata XL Italian Bowl si è giocata il 17 luglio 2021 a Piacenza, ed è stata vinta dai Panthers Parma sui Seamen Milano per 40 a 34.
Prima del kickoff, sono stati presentati tre nuovi nominativi selezionati dalla Commissione FHOF per essere introdotti nella FIDAF Hall of Fame, tra le personalità più notevoli di questo sport nella penisola italiana: Pierpaolo Gallivanone, Paolo Caccamo e Paolo Crosti.
Al termine, Tommaso Finadri – wide receiver dei Panthers – è stato nominato MVP dell'incontro.

## Verdetti
- Panthers Parma Campioni d'Italia 2021
- Rhinos Milano retrocessi in Seconda Divisione FIDAF 2022

## Marcatori
| Giocatore      | Sq.              | TD rush | TD recv | TD int | TD p.ret | TD k.ret | TD oth | Xp1   | Xp2 | FG  | Saf | Totale |
| -------------- | ---------------- | ------- | ------- | ------ | -------- | -------- | ------ | ----- | --- | --- | --- | ------ |
| G. Johnson     | Guelfi Firenze   | 14+1    | 4+0     | 0+0    | 0+0      | 0+0      | 0+0    | 0+0   | 2+0 | 0+0 | 0+0 | 118    |
| Alinovi        | Panthers Parma   | 0+0     | 13+3    | 0+0    | 0+0      | 0+0      | 0+0    | 0+0   | 0+0 | 0+0 | 0+0 | 96     |
| Sharsh         | Rhinos Milano    | 0       | 13      | 0      | 0        | 0        | 0      | 0     | 3   | 0   | 0   | 84     |
| di Tunisi      | Seamen Milano    | 0+0     | 4+2     | 0+0    | 0+0      | 0+0      | 0+0    | 27+0  | 0+0 | 6+0 | 0+0 | 81     |
| Diaco          | Panthers Parma   | 8+2     | 3+0     | 0+0    | 0+0      | 0+0      | 0+0    | 0+0   | 0+0 | 0+0 | 0+0 | 78     |
| Felli          | Panthers Parma   | 0+0     | 0+0     | 0+0    | 0+0      | 0+0      | 0+0    | 35+11 | 0+0 | 9+2 | 0+0 | 77     |
| Bouah          | Seamen Milano    | 1+0     | 8+2     | 0+0    | 0+0      | 0+1      | 0+0    | 0+0   | 0+0 | 0+0 | 0+0 | 74     |
| Hazel          | Ducks Lazio      | 0       | 10      | 0      | 0        | 0        | 0      | 0     | 1   | 0   | 0   | 62     |
| F. Redfield    | Guelfi Firenze   | 0+0     | 7+2     | 0+0    | 0+0      | 0+0      | 0+0    | 0+0   | 0+0 | 0+0 | 0+0 | 54     |
| S. Boni        | Rhinos Milano    | 0       | 7       | 0      | 0        | 1        | 0      | 0     | 1   | 0   | 0   | 50     |
| Malpeli Avalli | Panthers Parma   | 6+2     | 0+0     | 0+0    | 0+0      | 0+0      | 0+0    | 0+0   | 0+0 | 0+0 | 0+0 | 48     |
| M. Zanetti     | Warriors Bologna | 0       | 6       | 0      | 0        | 0        | 0      | 3     | 1   | 2   | 0   | 47     |
| 2 giocatori    | 36               |         |         |        |          |          |        |       |     |     |     |        |
| 2 giocatori    | 30               |         |         |        |          |          |        |       |     |     |     |        |
| E. Gianfelici  | Dolphins Ancona  | 0       | 4       | 0      | 0        | 0        | 0      | 0     | 1   | 0   | 0   | 26     |
| 9 giocatori    | 24               |         |         |        |          |          |        |       |     |     |     |        |
| Kilani         | Rhinos Milano    | 3       | 0       | 0      | 0        | 0        | 0      | 0     | 2   | 0   | 0   | 22     |
| T. Pozzebon    | Ducks Lazio      | 0       | 3       | 0      | 0        | 0        | 0      | 0     | 1   | 0   | 0   | 20     |
| G. Bianco      | Ducks Lazio      | 0       | 0       | 0      | 0        | 0        | 0      | 19    | 0   | 0   | 0   | 19     |
| 6 giocatori    | 18               |         |         |        |          |          |        |       |     |     |     |        |
| C. Brancaccio  | Dolphins Ancona  | 0       | 1       | 0      | 0        | 0        | 0      | 9     | 0   | 0   | 0   | 15     |
| 2 giocatori    | 14               |         |         |        |          |          |        |       |     |     |     |        |
| 8 giocatori    | 12               |         |         |        |          |          |        |       |     |     |     |        |
| 2 giocatori    | 10               |         |         |        |          |          |        |       |     |     |     |        |
| D. Raia        | Warriors Bologna | 0       | 0       | 0      | 0        | 0        | 0      | 6     | 0   | 1   | 0   | 9      |
| 3 giocatori    | 8                |         |         |        |          |          |        |       |     |     |     |        |
| Tavecchio      | Seamen Milano    | 0       | 0       | 0      | 0        | 0        | 0      | 4     | 0   | 1   | 0   | 7      |
| 18 giocatori   | 6                |         |         |        |          |          |        |       |     |     |     |        |
| 4 giocatori    | 2                |         |         |        |          |          |        |       |     |     |     |        |
| V. Migliozzi   | Ducks Lazio      | 0       | 0       | 0      | 0        | 0        | 0      | 1     | 0   | 0   | 0   | 1      |

- Miglior marcatore della stagione regolare: G. Johnson ( Guelfi Firenze), 112
- Miglior marcatore dei playoff: Alinovi ( Panthers Parma) e Bouah ( Seamen Milano), 18
- Miglior marcatore della stagione: G. Johnson ( Guelfi Firenze), 118

## Passer rating
La classifica tiene in considerazione soltanto i quarterback con almeno 10 lanci effettuati.
| Giocatore       | Sq.              | G   | Att    | Comp   | Int | Yds      | TD   | NFL    | NCAA   |
| --------------- | ---------------- | --- | ------ | ------ | --- | -------- | ---- | ------ | ------ |
| Zahradka        | Seamen Milano    | 8+1 | 210+29 | 131+15 | 4+0 | 1924+222 | 27+4 | 123,01 | 175,97 |
| Hennessey       | Panthers Parma   | 7+2 | 181+51 | 109+33 | 5+0 | 1668+481 | 17+5 | 114,31 | 166,00 |
| Rescigno        | Rhinos Milano    | 8   | 262    | 166    | 7   | 2332     | 25   | 112,64 | 164,27 |
| Fimiani         | Guelfi Firenze   | 8+1 | 186+27 | 98+17  | 6+4 | 1493+187 | 22+2 | 97,94  | 148,04 |
| Casey           | Ducks Lazio      | 8   | 279    | 170    | 8   | 2167     | 22   | 99,56  | 146,46 |
| Monardi         | Panthers Parma   | 5   | 25     | 15     | 1   | 195      | 2    | 94,58  | 143,92 |
| Ines            | Rhinos Milano    | 4   | 57     | 31     | 2   | 399      | 2    | 73,65  | 117,75 |
| N. Rooney       | Warriors Bologna | 8   | 223    | 118    | 4   | 1128     | 11   | 76,22  | 108,10 |
| Di Galbo        | Dolphins Ancona  | 7   | 190    | 92     | 7   | 986      | 11   | 68,00  | 103,75 |
| J. Croppenstedt | Seamen Milano    | 5   | 11     | 5      | 0   | 70       | 0    | 66,48  | 98,91  |

- Miglior QB della stagione regolare: Luke Zahradka ( Seamen Milano), 177,96
- Miglior QB dei playoff: Reilly Hennessey ( Panthers Parma), 176,28
- Miglior QB della stagione: Luke Zahradka ( Seamen Milano), 175,97